# 菲尔·斯科格隆
菲利普·查尔斯·“菲尔”·斯科格隆（英語：Philip Charles "Phil" Skoglund，1937年6月20日—2015年5月8日），新西兰男子草地滚球运动员。他曾代表新西兰参加1970年、1974年、1978年、1982年和1990年英联邦运动会草地滚球比赛，获得一枚银牌和二枚铜牌。

## 家庭
父亲菲利普·斯科格隆。叔父皮特·斯科格隆。